# 250
250. је била проста година.

## Догађаји
- Цезар Гај Месија Квинт Трајан Деције  и Веције Грат су римски конзули.
- Гувернер Мезије Требонијан Гал и његов син, савладар, кренули су ка Мезији да одбију најезду Гота. Деције је приморао Готе да прекину опсаду Никопоља, али су га Готи потом победили, а Римљани су се повукли са Балкана.
- Готи су освојили Филипопољ у Тракији. У Македонији су за цара прогласили Луција Приска. Деције му се супротставио због власти. Јулије Валент Лицинијан је преузео власт у Риму. У Сирији је Јотапијан проглашен за цара. Али убрзо су Приск, Валент и Јотапијан убијени.
- Прогон хришћана. Папа Фабијан је мученички пострадао. Кипријан, епископ Картагине, био је протеран. Ориген је затворен. Свети Христофор мученићки пострадао.
- Први париски епископ, Свети Дионисије Париски.

## Рођења
- Википедија:Непознат датум — Тиридат III, цар јерменски

## Смрти
- Википедија:Непознат датум — Свети мученици Петар, Дионисије, Андреј, Павле и Христина - хришћански светитељи.
- Википедија:Непознат датум — Убијен Свети мученик Кодрат Коринтски - хришћански светитељ.
- Википедија:Непознат датум — Распет на крст Свети мученик Пионије - хришћански светитељ.
- Википедија:Непознат датум — Свети мученик Калиник - хришћански светитељ.